# La Masó

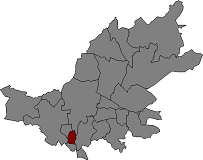
Położenie gminy na mapie comarki Alt Camp

La Masó – gmina w Hiszpanii,  w Katalonii, w prowincji Tarragona, w comarce Alt Camp.
Powierzchnia gminy wynosi 3,56 km². Zgodnie z danymi INE, w 2005 roku liczba ludności wynosiła 285, a gęstość zaludnienia 80,06 osoby/km². Wysokość bezwzględna gminy równa jest 115 metrów. Współrzędne geograficzne gminy to 41°14'12"N, 1°13'26"E.